# Чулпан (Толбазинська сільська рада)
Чулпа́н (рос. Чулпан, башк. Сулпан) — присілок у складі Аургазинського району Башкортостану, Росія. Входить до складу Толбазинської сільської ради.
Населення — 64 особи (2010; 68 в 2002).
Національний склад:
- татари — 93%